# Windows Anytime Upgrade
Windows Anytime Upgrade (в Windows 8 и 8.1 — Добавление компонентов в Windows; англ. Add features to Windows) — компонент нескольких операционных систем Windows, позволяющий обновить редакцию ОС до более высокой (например с версии «Начальная» до «Профессиональная»). Для обновления пользователю необходимо было купить ключ на официальном сайте Microsoft (что было дешевле, чем обычная покупка Windows другой редакции) и затем ввести его в программе. Windows Anytime Upgrade впервые появилась в Windows Vista и затем с обновлениями и изменениями поставлялась с Windows 7, 8 и 8.1.

## История
Впервые программа появилась в Windows Longhorn в версии 4093. 26 февраля 2006 года было объявлено, что программа будет включена в состав Windows Vista.

### Windows Vista
В Windows Vista пользователю необходимо было приобрести ключ Anytime Upgrade в Windows Marketplace. После этого вся информация о лицензии пользователя сохраняется в Marketplace Digital Locker. Это сделано для того, чтобы при переустановке системы можно было легко получить эти данные, если они потребуются. Помимо этого, можно было купить ключ в розницу, при этом в коробке был ещё диск, так как без него программа бы не работала. Продажа ключей через Marketplace была прекращена 20 февраля 2008 года.
После ввода ключа производится полная переустановка системы с сохранением настроек, установленных файлов и программ. Это может занять до нескольких часов.

### Windows 7
В Windows 7 процесс обновления был значительно упрощен. Теперь вместо полной переустановки системы программа просто добавляет необходимые компоненты и меняет редакцию ОС. Также программе теперь не нужен диск для обновления. Microsoft заявляет, что в Windows 7 процесс обновления занимает не более 10 минут.

### Комментарии
1. ↑  Поддержка обновления при наличии уже имеющегося ключа сохранена.